# Rodri (Fußballspieler, 1984)
Sergio Rodríguez García, besser bekannt als Rodri (* 17. August 1984 in Mataró), ist ein ehemaliger spanischer Fußballspieler.

## Karriere
Geboren und aufgewachsen im katalanischen Mataró, begann Rodri seine Fußballerkarriere in der Akademie des FC Barcelona. Von 2004 bis 2006 war er Bestandteil der Profimannschaft, kam jedoch nur zu zwei Kurzeinsätzen. Sein Debüt gab er am 11. Dezember 2004 in der Partie gegen Albacete Balompié. Die meiste Zeit jedoch spielte er für die 2. und 3. Mannschaft von Barça.
Im Sommer 2006 wechselte Rodri zu Deportivo La Coruña, für die er ebenfalls nur zweimal auflief. Im Januar 2007 wurde er an den Zweitligisten UD Almería ausgeliehen, bevor er die gesamte Saison 2007/08 für Polideportivo Ejido auflief.
Es folgten weitere Leihstationen bei Marítimo Funchal in der ersten portugiesischen Liga und beim Zweitligaklub UD Salamanca. Im Juli 2009 wurde Rodri von Deportivo entlassen, woraufhin er einen Vertrag bei Hércules Alicante unterschrieb. Die Saison 2007/08 wurde zur erfolgreichsten seiner Profikarriere, mit vier Toren in 38 Spielen und dem Aufstieg in die Primera División.
Nachdem er seinen Stammplatz in der Nachfolgesaison verloren hatte, wechselte Rodi im März 2011 für 400.000 Euro zu Spartak Moskau, wo er einen Einjahresvertrag unterschrieb.
Nach Vertragsende wechselte er am 31. August 2012 zurück nach Spanien zum Erstligisten Rayo Vallecano. Im Januar 2014 sicherte sich der belgische Zweitligist KAS Eupen seine Dienste. Hier spielte er bis 2016 und wechselte dann zurück in seine Heimat zum Drittligisten UE Llagostera. Von 2017 bis 2019 spielte er für den CE l’Hospitalet in der viertklassigen Tercera División und beendete dann seine aktive Karriere.

## Erfolge
- Spanischer Meister: 2005, 2006